# Masataka Nishimoto
Masataka Nishimoto (西本 雅崇 Nishimoto Masataka?), född 11 juni 1996 i Osaka prefektur, är en japansk fotbollsspelare.
Nishimoto började sin karriär 2015 i Cerezo Osaka. Med Cerezo Osaka vann han japanska ligacupen 2017 och japanska cupen 2017.